# 昂让特
昂让特（法語：Engente，法語發音：[ɑ̃ʒɑ̃t]）是法国奥布省的一个市镇，属于奥布河畔巴尔区。

## 地理
昂让特（48°16'11"N, 4°45'21"E）面积5.12 平方千米，位于法国大東部大區奥布省，该省份为法国中北部省份，北起马恩省，西接塞纳-马恩省，西南至约讷省，东南至科多尔省，东临上马恩省。
与昂让特接壤的市镇（或旧市镇、城区）包括：阿朗蒂耶尔、科隆贝拉福斯、弗雷奈、迈松莱苏莱讷。

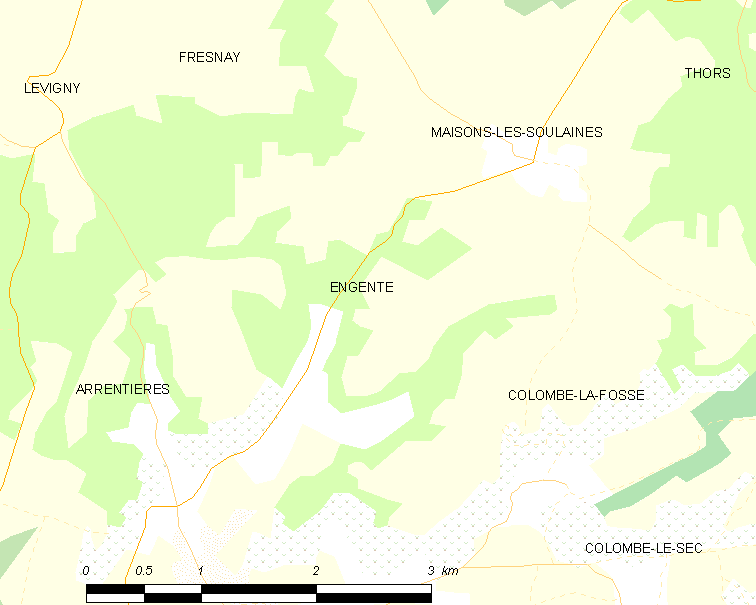
昂让特的OSM定位图

昂让特的时区为UTC+01:00、UTC+02:00（夏令时）。

## 行政
昂让特的邮政编码为10200，INSEE市镇编码为10137。

## 政治
昂让特所属的省级选区为奥布河畔巴尔县。

## 人口

1962-2008年间昂让特人口变化图示

昂让特于2022年1月1日时的人口数量为28人。